# Goodbye Lullaby
Goodbye Lullaby este cel de-al patrulea album de studio al cântăreței de origine canadiană Avril Lavigne. Fiind lansat la nivel internațional în martie 2011, materialul a primit recenzii mixte din parte criticilor de specialitate; în timp ce unii jurnaliști apreciau eforturile interpretei de a se maturiza din punct de vedere muzical, au existat persoane care au criticat-o pentru „monotonia generală” a discului. Pentru a promova albumul Goodbye Lullaby, Avril Lavigne a extras pe discuri single cântecele „What the Hell” și „Smile”, două compoziții care au ocupat poziții înalte, respectiv medii, în clasamente din țările anglofone. Albumul Goodbye Lullaby avea să fie numit „eșec comercial” de către presa online din SUA, deși în săptămâna lansării a intrat pe poziția a patra în clasamentul Billboard 200 cu peste 87,000 de exemplare vândute. Totuși, materialul s-a bucurat de succes în Asia și a primit multiple discuri de platină în Japonia, Hong Kong și Taiwan.

## Ordinea pieselor pe disc
Versiunea standard
1. „Black Star” — 1:34
2. „What the Hell” — 3:40
3. „Push” — 3:01
4. „Wish You Were Here” — 3:45
5. „Smile” — 3:29
6. „Stop Standing There” — 3:27
7. „I Love You” — 4:01
8. „Everybody Hurts” — 3:41
9. „Not Enough” — 4:18
10. „4 Real” — 3:28
11. „Darlin” — 3:50
12. „Remember When” — 3:29
13. „Goodbye” — 4:30
14. „Alice” — 5:01

Cântec bonus (pentru Japonia)
- „Knockin' on Heaven's Door” — 2:52